# Zimske olimpijske igre 1956
Zimske olimpijske igre 1956 (uradno VII. zimske olimpijske igre) so bile zimske olimpijske igre, ki so potekale leta 1956 v Cortini d'Ampezzo, Italija. Druge gostiteljske kandidatke so bile: Colorado Springs, ZDA; Lake Placid, ZDA in Montreal, Kanada.